# Laxá
Laxá betekent zalmrivier en is de naam waarmee enkele zalmrijke rivieren in IJsland worden aangeduid. Een van deze rivieren voert het overtollige water uit het meer Mývatn af en mondt via de waterval Æðarfossar nabij Húsavík in de baai Skjálfandi uit. Een andere Laxá stroomt in het dal Laxárdalur en mondt nabij Búðardalur in de fjord Hvammsfjörður uit. Dit is de locatie waar zich de grootse Laxdæla saga afspeelt. Een andere bekende Laxá stroomt vanaf het Stíflisdalsvatn door het Kjós district en mondt in de Hvalfjörður uit.